# Heureux qui comme Ulysse
Pour les articles homonymes, voir Heureux qui comme Ulysse (homonymie).
Heureux qui comme Ulysse est un sonnet écrit par Joachim du Bellay entre 1553 et 1557 à Rome. Il est le 31e sonnet du recueil Les Regrets publié en janvier 1558 par l'éditeur parisien Fédéric Morel l'Ancien. Le texte exprime les regrets de Du Bellay par rapport à Rome, qui était censée être une ville sainte, mais qui se révéla une déception pour Du Bellay.

## Heureux qui comme Ulysse...
Heureux qui, comme Ulysse, a fait un beau voyage,

Ou comme cestui-là qui conquit la toison,

Et puis est retourné, plein d’usage et raison,

Vivre entre ses parents le reste de son âge !

Quand reverrai-je, hélas, de mon petit village

Fumer la cheminée, et en quelle saison

Reverrai-je le clos de ma pauvre maison,

Qui m’est une province, et beaucoup d’avantage ?

Plus me plaît le séjour qu’ont bâti mes aïeux,

Que des palais romains le front audacieux ;

Plus que le marbre dur me plaît l’ardoise fine,

Plus mon Loire gaulois, que le Tibre latin,

Plus mon petit Liré, que le mont Palatin,

Et plus que l’air marin la douceur angevine.

## Adaptations et hommages
Le chanteur Ridan a adapté le poème en chanson dans son album L'Ange de mon démon sorti en 2007.
Heureux qui comme Ulysse est aussi devenu le titre d'un film de 1970 réalisé par Henri Colpi. La chanson thème du film, enregistrée par Brassens sur une musique de Georges Delerue, reprend également le premier vers du sonnet, mais diffère par la suite : Heureux qui comme Ulysse A fait un beau voyage, Heureux qui comme Ulysse A vu cent paysages...